# Боецът
„Боецът“ (на английски: The Fighter) е американски пълнометражен игрален филм от 2010 година.

## Актьорски състав
| Актьор       | Роля           |
| ------------ | -------------- |
| Марк Уолбърг | Мики Уорд      |
| Крисчън Бейл | Дики Еклънд    |
| Ейми Адамс   | Шарлин Флеминг |
| Мелиса Лео   | Алис Уорд      |
| Джак Макги   | Джордж Уорд    |

## Награди и номинации
| Награда                              | Категория                           | Номиниран(и)                  | Резултат  |
| ------------------------------------ | ----------------------------------- | ----------------------------- | --------- |
| Награди на филмовата академия на САЩ | Най-добра поддържаща мъжка роля     | Крисчън Бейл                  | награда   |
| Награди на филмовата академия на САЩ | Най-добра поддържаща женска роля    | Мелиса Лео                    | награда   |
| Награди на филмовата академия на САЩ | Най-добър филм                      | Най-добър филм                | номинация |
| Награди на филмовата академия на САЩ | Най-добър оригинален сценарий       | Най-добър оригинален сценарий | номинация |
| Награди на филмовата академия на САЩ | Най-добър режисьор                  | Дейвид Ръсел                  | номинация |
| Награди на филмовата академия на САЩ | Най-добра поддържаща женска роля    | Ейми Адамс                    | номинация |
| Награди на филмовата академия на САЩ | Най-добър филмов монтаж             | Памела Мартин                 | номинация |
| Награда на БАФТА                     | Най-добър оригинален сценарий       | Най-добър оригинален сценарий | номинация |
| Награда на БАФТА                     | Най-добра актриса в поддържаща роля | Ейми Адамс                    | номинация |
| Награда на БАФТА                     | Най-добър актьор в поддържаща роля  | Крисчън Бейл                  | номинация |
| Златен глобус                        | Най-добър поддържащ актьор          | Крисчън Бейл                  | награда   |
| Златен глобус                        | Най-добра поддържаща актриса        | Мелиса Лео                    | награда   |
| Златен глобус                        | Най-добър драматичен филм           | Най-добър драматичен филм     | номинация |
| Златен глобус                        | Най-добър режисьор                  | Дейвид Ръсел                  | номинация |
| Златен глобус                        | Най-добър актьор в драматичен филм  | Марк Уолбърг                  | номинация |
| Златен глобус                        | Най-добра поддържаща актриса        | Ейми Адамс                    | номинация |
| Сателит                              | Най-добър актьор в поддържаща роля  | Крисчън Бейл                  | награда   |
| Сателит                              | Най-добра актриса в поддържаща роля | Ейми Адамс                    | номинация |
| Сатурн                               | Най-добър актьор в поддържаща роля  | Крисчън Бейл                  | номинация |